# Avenue Philippe-Auguste
L’avenue Philippe-Auguste est une avenue du 11e arrondissement de Paris.

## Situation et accès
Elle relie la place de la Nation à l’intersection des boulevards de Ménilmontant et de Charonne à proximité du cimetière du Père-Lachaise. Elle se situe au cœur du quartier « Nation-Alexandre Dumas », au sud-est du 11e arrondissement. Administrativement, elle est principalement localisée dans le quartier Sainte-Marguerite, à l'exception de sa partie nord qui est sur le territoire du quartier de la Roquette.
Elle est desservie par la ligne 2 au nord à la station Philippe Auguste et par les lignes 1, 2, 6 et 9 ainsi que la ligne A du RER au sud à la station Nation et à la gare de Nation.

## Origine du nom
Cette voie porte le nom de Philippe Auguste, roi de France (1180-1223), dont la statue est érigée sur l’une des colonnes de la barrière du Trône.

## Historique
Cette voie est dénommée par décret du 2 mars 1864 avant son ouverture entre la rue de Montreuil et le boulevard de Charonne autorisé par décret du 5 mai 1866.
Au XIXe siècle, une grande fabrique de scies et couteaux, la maison Éd. Mongin Aîné, fondée en 1814, était située aux nos 34 à 40 de l’avenue.

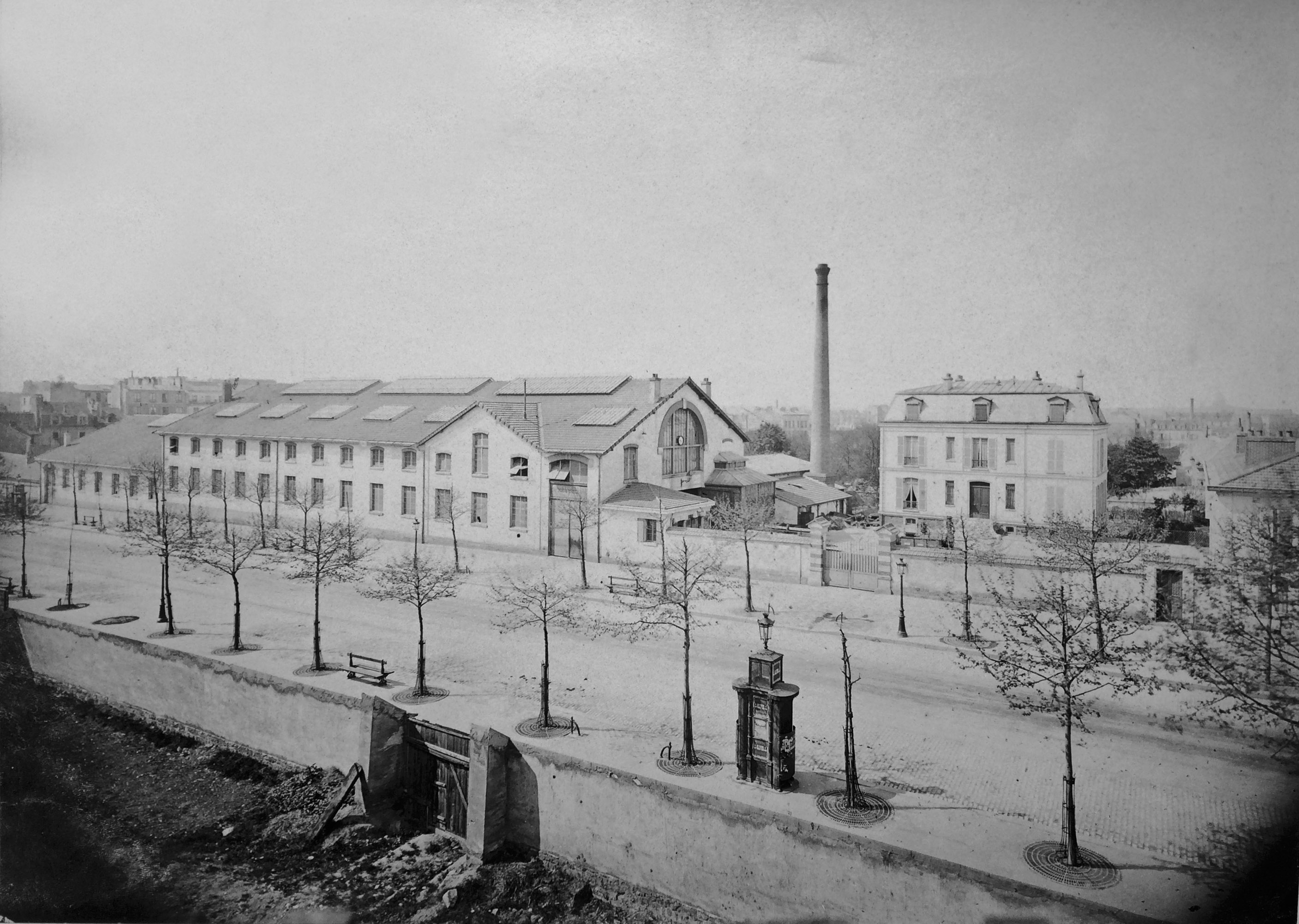
Entreprise L. Corpet (années 1870).

En 1870, installation de l’atelier de construction de locomotives à vapeur Corpet-Louvet. Lucien Corpet transfère la production puis les bureaux, dans une usine plus vaste qu’il a fait construire sur un terrain jouxtant la maison bourgeoise, récemment construite, où il est domicilié, sur les collines de Charonne, avenue Philippe-Auguste. Cette nouvelle usine borde les larges trottoirs de l'avenue, proche de son croisement avec la rue de Charonne, la chaudronnerie étant située de l'autre côté de l'avenue. L'entête du papier à lettres de la nouvelle entreprise indique : « Anciennement Maison Anjubault L. Corpet, Ingénieur mécanicien. Successeur. 117, avenue Philippe-Auguste ».
En octobre 1870, une Poudrerie est construite sur l'Avenue et les terrains non-bâtis entre la rue de Charonne et la Place de la Nation. Construite en moins de 3 semaines, cette Poudrerie fonctionnera du 2 novembre 1870 jusqu'à l'armistice du 26 janvier 1871 et produira pendant cette période plus de 300 t de poudre noire pour l'approvisionnement des canons des forts et des fusils de la Garde Nationale et autres troupes de défense de la capitale.
Le 11 octobre 1914, durant la Première Guerre mondiale, le no 50 rue Philippe-Auguste est bombardé par un raid effectué par des avions allemands.
En 1919 et 1920, l’architecte Gustave Perret réalise un bâtiment d'architecture contemporaine pour abriter les ateliers de confection de la société parisienne d'habillement Henri et Armand Esders, au numéro 77 de l'avenue. Ce travail repose sur l'agrandissement d'un bâtiment industriel construit en 1906. Perret a mis en place de grands arcs de béton armé en plein cintre pour soutenir la structure de couverture du grand vide central. Le bâtiment a été détruit en 1960.
Depuis, l'avenue est devenue davantage bourgeoise et résidentielle, prisée des Parisiens car située à proximité de la place de la Nation.
Une partie de la voie délimitait la ZAC Dorian.

## Bâtiments remarquables et lieux de mémoire
- Le premier magasin Surcouf (spécialisé en informatique) a ouvert en 1992 au 73, avenue Philippe-Auguste, sur l'emplacement d'un ancien magasin Conforama (qui est revenu à sa place initiale depuis).
- Le lycée Dorian est situé au 74, avenue Philippe-Auguste. L'avenue accueille également l'école de management MBA ESG Business School et un des plus vastes magasins bio de la rive droite.
- Le 23 mars 2008 y a lieu le meurtre antisémite de Mireille Knoll.